# Szász József (hegedűművész)
Szász József (Déva, 1929. november 16. – Budapest, 1984. március 4.) Liszt Ferenc-díjas (1961) hegedűművész, vonósnégyes primarius.

## Életpályája
Hegedű tanulmányait Budapesten kezdte meg 1941-ben Zathureczky Edénél. A Nemzeti Zenedében Kresz Gézánál és Rados Dezsőnél folytatta. 1948–1954 között a Liszt Ferenc Zeneművészeti Főiskola hallgatójaként diplomázott Rados Dezsőnél. 1948–1956 között különböző budapesti zenekarokban játszott. 1952–1958 között az Országos Filharmonikusok szólistája volt. 1956–1962 között a budapesti MÁV Szimfonikusok koncertmestere volt. 1958–1970 között a Weiner vonósnégyes első hegedűse volt. 1962-től a budapesti Bartók Béla Zenei Szakközépiskola tanára volt. 1969-től a Liszt Ferenc Zeneművészeti Főiskola docense volt.
A Weiner vonósnégyes tagjaként Európa-szerte rendszeresen vendégszerepelt.
Temetése az Új köztemetőben történt.

## Díjai
- Moszkvában a hegedűverseny II. díja (1957)
- Liège-i nemzetközi vonósnégyesverseny II. díj (elsőt nem adtak ki) (1958)
- Budapesti Haydn vonósnégyesverseny III. díj (1959)
- Müncheni vonósnégyesverseny I. díj (1960)
- Liszt Ferenc-díj (1961)
- Müncheni vonóstrióverseny I. díj (1961)
- Budapesti Weiner Leó vonósnégyesverseny III. díj (1963)